# L'Épine, Hautes-Alpes
L'Épine är en kommun i departementet Hautes-Alpes i regionen Provence-Alpes-Côte d'Azur i sydöstra Frankrike. Kommunen ligger  i kantonen Serres som ligger i arrondissementet Gap. År 2022 hade L'Épine 202 invånare.

## Befolkningsutveckling
Antalet invånare i kommunen L'Épine
Referens:INSEE